# Andy Persson
Andreas Persson, född 9 juli 1981 i Trelleborg, är en rugbyspelare som spelat som proffs i flera år i skånska klubbar. Han har varit med i det svenska rugbylandslaget i flera år.